# Rivadavia (departement van San Juan)
Rivadavia is een departement in de Argentijnse provincie San Juan. Het departement (Spaans:  departamento) heeft een oppervlakte van 157 km² en telt 76.150 inwoners.

## Plaatsen in departement Rivadavia
- La Bebida
- Marquesado
- Rivadavia